# لانتوری
لانتوری فیلمی ایرانی به نویسندگی، کارگردانی و تهیه‌کنندگی رضا درمیشیان محصول سال ۱۳۹۴ است. این فیلم در شصت و ششمین جشنواره بین‌المللی فیلم برلین و سی و دومین جشنواره بین‌المللی فیلم ورشو در سال ۲۰۱۶ به نمایش درآمد.
لانتوری یک داستان اسیدپاشی را روایت می‌کند که توسط پسر جوانی به نام «پاشا»، سردسته باند تبهکارانه‌ای به نام لانتوری انجام می‌شود. اعضای لانتوری بر اثر آنچه به واسطه بی عدالتی‌های اجتماع تجربه کرده‌اند، گردهم آمده‌اند. لانتوری بن مایه اش افرادی آسیب دیده‌است که از بطن اجتماع سر برآورده‌اند.
این فیلم که سومین فیلم درمیشیان است، در جشنواره‌های داخلی و بین‌المللی متعددی پذیرفته شد و به اکران درآمد و جوایز متعددی را نیز دریافت کرده‌است. همچنین برای نمایش در بخش سودای سیمرغ سی و چهارمین دوره جشنواره فیلم فجر پذیرفته شد و نامزد جوایز بسیاری شد و سرانجام در بخش بهترین صدا موفق به کسب سیمرغ بلورین شد.

## خلاصه داستان
پسر جوانی (نوید محمدزاده) به نام «پاشا» که سردسته باند تبهکارانه لانتوری است، عاشق دختری به نام مریم (مریم پالیزبان) می‌شود. مریم یک روزنامه‌نگار و کُنِشگر اجتماعی‌ست. او در جهت کسب رضایت از خانواده‌هایی فعالیت می‌کند که به دلیل از دست دادن نزدیکانشان در پی اجرای حکم قصاص برای مجرمان هستند. 
مریم بارها پاشا را که به دلیل علاقه بسیار باعث زحمت و مزاحمت او می‌شود، از خود می‌راند. پاشا که به صورت بیمارگونه‌ای به او دل بسته است، پس از تلاش های بسیار در جهت جلب توجه مریم، سرانجام ناامید می‌شود و از سر خشم فراوان و حس سرخوردگی عصیان می‌کند. او تصمیم می‌گیرد به صورت مریم اسید بپاشد. 
مریم که پس از این حادثه زیبایی و بینایی خود را از دست داده است، مانند تمام خانواده‌هایی که روزی با آنها در رابطه با چشم‌پوشی از قصاص صحبت می‌کرد، اکنون تنها قصاص می‌خواهد.

## بازیگران
| بازیگر         | نقش (کارکتر)                | بازیگر           | نقش (کارکتر) |
| -------------- | --------------------------- | ---------------- | ------------ |
| نوید محمدزاده  | پاشا                        | کاظم سیاحی       | پلیس         |
| مریم پالیزبان  | مریم                        | سجاد تابش        |              |
| باران کوثری    | بارون                       | یسنا میرطهماسب   | سهراب        |
| مهدی کوشکی     | ملک                         | وحید قاضی زاهدی  |              |
| بهرام افشاری   | بهرام                       | هادی احمدی       |              |
| رضا بهبودی     | دکتر                        | شهریار فرد       |              |
| بهناز جعفری    | دوست مریم فعال اجتماعی      | امیرحسین طاهری   |              |
| فاطمه نقوی     | مادر دختر کشته شده          | امیررضا رنجبران  |              |
| پریوش نظریه    | وکیل                        | میثم نوروزی      |              |
| نادر فلاح      | میوه فروش                   | علیرضا خاتمی     |              |
| اردشیر رستمی   | جامعه‌شناس                   | رضا رباط جزی     |              |
| حسین پاکدل     | قاضی                        | حامد اسماعیل‌زاده |              |
| بهرنگ علوی     | سعید - خواستگار و دوست مریم | پانته‌آ غدیریان   |              |
| ستاره پسیانی   | دوست مریم                   | محمد حسین‌پور     |              |
| سیاوش چراغی‌پور | مدیر مسئول روزنامه          | نظام‌الدین کیایی  |              |

## اکران در جشنواره‌ها
لانتوری در اول فوریه سال ۲۰۱۶ در سی و چهارمین جشنواره بین‌المللی فیلم فجر در ایران به نمایش درآمد. پس از آن در جشنواره های بین‌المللی و در سینماهای کشورهای دیگری به قرار زیر به نمایش درآمد.
| مکان برگزاری | جشنواره                                      | سال            |
| ------------ | -------------------------------------------- | -------------- |
| آلمان        | شصت و ششمین جشنواره بین‌المللی فیلم برلین     | ۱۴ فوریه ۲۰۱۶  |
| ایتالیا      | هفتمین جشنواره فیلم خاورمیانه                | ۵ آوریل ۲۰۱۶   |
| سوئیس        | جشنواره فیلم ایرانی زوریخ                    | ۱ ژوئن ۲۰۱۶    |
| چین          | نوزدهمین جشنواره بین‌المللی فیلم شانگهای      | ۱۱ ژوئن ۲۰۱۶   |
| جمهوری چک    | جشنواره بین‌المللی فیلم کارلووی واری          | ۳ ژوئیه ۲۰۱۶   |
| کانادا       | جشنواره بین‌المللی فیلم ونکوور                | ۴ اکتبر ۲۰۱۶   |
| لهستان       | جشنواره بین‌المللی فیلم ورشو                  | ۷ اکتبر ۲۰۱۶   |
| آلمان        | جشنواره بین‌المللی فیلم براونشوایگ            | ۱۰ اکتبر ۲۰۱۶  |
| کانادا       | جشنواره سینه ایران تورنتو                    | ۱۵ اکتبر ۲۰۱۶  |
| برزیل        | جشنواره بین‌المللی فیلم سائو پائولو           | ۱۹ اکتبر ۲۰۱۶  |
| استرالیا     | جشنواره فیلم ایرانی استرالیا                 | ۲۰ اکتبر ۲۰۱۶  |
| هند          | جشنواره فیلم بمبئی                           | ۲۲ اکتبر ۲۰۱۶  |
| انگلیس       | جشنواره فیلم ایرانی لندن                     | ۲۹ اکتبر ۲۰۱۶  |
| ویتنام       | جشنواره بین‌المللی فیلم هانوی                 | ۳ نوامبر ۲۰۱۶  |
| سوئد         | بیست و هفتمین جشنواره بین‌المللی فیلم استکهلم | ۱۰ نوامبر ۲۰۱۶ |
| هند          | بیست و دومین جشنواره بین‌المللی فیلم کلکته    | ۱۴ نوامبر ۲۰۱۶ |
| هند          | جشنواره بین‌المللی فیلم هند (گوا)             | ۲۴ نوامبر ۲۰۱۶ |
| گرجستان      | جشنواره بین‌المللی فیلم تفلیس                 | ۱ دسامبر ۲۰۱۶  |
| هند          | جشنواره بین‌المللی فیلم پونه                  | ۱۱ ژانویه ۲۰۱۶ |
| بلغارستان    | جشنواره بین‌المللی فیلم سوفیا (MENAR)         | ۱۹ ژانویه ۲۰۱۶ |
| آمریکا       | جشنواره فیلم Gene Siskel (فیلم های ایرانی)   | ۴ فوریه ۲۰۱۷   |
| ترکیه        | جشنواره فیلم مستقل ترکیه                     | ۱۶ فوریه ۲۰۱۷  |

## جوایز
| سال  | جشنواره                                                | نامزد                      | کاندیدا                                   | نتیجه    | جایزه                    |
| ---- | ------------------------------------------------------ | -------------------------- | ----------------------------------------- | -------- | ------------------------ |
| ۲۰۱۶ | سی و چهارمین دوره جشنواره فیلم فجر                     | بهترین تدوین               | هایده صفی‌یاری                             | نامزدشده |                          |
| ۲۰۱۶ | سی و چهارمین دوره جشنواره فیلم فجر                     | بهترین صدا                 | حسین مهدوی، سعید بجنوردی و محمد رضا دلپاک | برنده    | سیمرغ بلورین             |
| ۲۰۱۶ | سی و چهارمین دوره جشنواره فیلم فجر                     | بهترین چهره‌پردازی          | عبدالله اسکندری و مهرداد میرکیانی         | نامزدشده |                          |
| ۲۰۱۶ | نوزدهمین دوره جشن بزرگ خانه سینمای ایران               | بهترین چهره‌پردازی          | عبدالله اسکندری و مهرداد میرکیانی         | برنده    | تندیس شایستگی            |
| ۲۰۱۶ | نوزدهمین دوره جشن بزرگ خانه سینمای ایران               | بهترین کارگردانی           | رضا درمیشیان                              | نامزدشده |                          |
| ۲۰۱۶ | نوزدهمین دوره جشن بزرگ خانه سینمای ایران               | بهترین بازیگر نقش اول مرد  | نوید محمدزاده                             | نامزدشده |                          |
| ۲۰۱۶ | نوزدهمین دوره جشن بزرگ خانه سینمای ایران               | بهترین بازیگر نقش مکمل مرد | بهرام افشاری                              | نامزدشده |                          |
| ۲۰۱۶ | نوزدهمین دوره جشن بزرگ خانه سینمای ایران               | بهترین تدوین               | هایده صفی‌یاری                             | نامزدشده |                          |
| ۲۰۱۶ | نوزدهمین دوره جشن بزرگ خانه سینمای ایران               | بهترین طراحی لباس          | گلناز گلشن                                | نامزدشده |                          |
| ۲۰۱۶ | هفدهمین جشن دنیای تصویر (جشن حافظ)                     | کارگردانی فیلم لانتوری     | رضا درمیشیان                              | برنده    | جایزه نشان عباس کیارستمی |
| ۲۰۱۶ | سی و دومین جشنواره بین‌المللی فیلم ورشو                 | فیلم لانتوری               |                                           | برنده    | رقابت اول و دوم          |
| ۲۰۱۶ | سی و یکمین جشنواره بین‌المللی فیلم ماردل پلاتا          | فیلم لانتوری               |                                           | برنده    | اکران ویژه               |
| ۲۰۱۶ | جشنواره بین‌المللی فیلم و انجمن حقوق بشر در بوئنوس آیرس |                            |                                           | برنده    | جایزه بهترین تصویر فیلم  |
| ۲۰۱۶ | دهمین جشنواره انجمن منتقدان و نویسندگان سینمای ایران   | بهترین فیلم                | رضا درمیشیان                              | نامزدشده | تندیس جشنواره            |
| ۲۰۱۶ | دهمین جشنواره انجمن منتقدان و نویسندگان سینمای ایران   | بهترین صدا                 | حسین مهدوی، سعید بجنوردی و محمد رضا دلپاک | برنده    | تندیس جشنواره            |
| ۲۰۱۶ | دهمین جشنواره انجمن منتقدان و نویسندگان سینمای ایران   | بهترین تدوین               | هایده صفی‌یاری                             | برنده    | تندیس جشنواره            |
| ۲۰۱۶ | دهمین جشنواره انجمن منتقدان و نویسندگان سینمای ایران   | بهترین فیلمنامه            | رضا درمیشیان                              | نامزدشده | تندیس جشنواره            |
| ۲۰۱۶ | دهمین جشنواره انجمن منتقدان و نویسندگان سینمای ایران   | بهترین کارگردانی           | رضا درمیشیان                              | نامزدشده | تندیس جشنواره            |
| ۲۰۱۶ | دهمین جشنواره انجمن منتقدان و نویسندگان سینمای ایران   | بهترین بازیگر نقش اول مرد  | نوید محمدزاده                             | نامزدشده | تندیس جشنواره            |
| ۲۰۱۶ | دهمین جشنواره انجمن منتقدان و نویسندگان سینمای ایران   | بهترین موسیقی              | کیهان کلهر                                | نامزدشده | تندیس جشنواره            |
| ۲۰۱۶ | دهمین جشنواره انجمن منتقدان و نویسندگان سینمای ایران   | بهترین چهره پردازی         | عبدالله اسکندری                           | نامزدشده | تندیس جشنواره            |
| ۲۰۱۶ | دهمین جشنواره انجمن منتقدان و نویسندگان سینمای ایران   | بهترین فیلم برداری         | اشکان اشکانی                              | نامزدشده | تندیس جشنواره            |
| ۲۰۱۶ |                                                        |                            |                                           |          |                          |
| ۲۰۱۶ |                                                        |                            |                                           |          |                          |